# Alisha Wainwright
Alisha Ena Wainwright (Orlando, 14 luglio 1989) è un'attrice statunitense, conosciuta soprattutto per il ruolo di Maia Roberts nella serie televisiva Shadowhunters e per la serie Netflix di fantascienza Dion dove interpreta la madre vedova Nicole Warren.

## Biografia
Alisha Wainwright è nata il 14 luglio 1989, in Florida, negli Stati Uniti; sua madre proviene dalla Giamaica e suo padre da Haiti.
Dopo la sua apparizione in uno sketch comico sul canale YouTube Smosh nel 2012,  La Wainwright ha recitato in diverse produzioni cinematografiche e televisive tra cui Criminal Minds e Lethal Weapon .  
Nel mese di settembre 2016 viene resa pubblica la sua partecipazione alla serie fantasy Shadowhunters, basata sulla saga The Mortal Instruments di Cassandra Clare , nel ruolo del lupo mannaro Maia Roberts. 
Alisha Wainwright attualmente recita al fianco di Michael B. Jordan nella serie Netflix di fantascienza Raising Dion , distribuita dal 4 ottobre 2019 e basata sull'omonimo fumetto di Dennis A. Liu, peraltro creatore della serie insieme a Carol Barbee.  

## Filmografia

### Cinema
- Just Before I Go, regia di Courteney Cox (2014)
- Rischi del mestiere (Death of a Telemarketer), regia di Khaled Ridgeway (2020)
- Palmer, regia di Fisher Stevens (2021)

### Televisione
- Smosh - serie TV, ep.7x29 (2012)
- Criminal Minds - serie TV, ep.9x21 (2014)
- Married - serie TV, ep.1x04 (2014)
- Perception - serie TV, ep.3x14 (2015)
- Major Crimes - serie TV, ep.4x12 (2015)
- General Hospital - serie TV, 2 episodi (2015)
- Rosewood - serie TV, ep.2x01 (2016)
- Shadowhunters: The Mortal Instruments - serie TV, 35 episodi (2017-2019)
- Lethal Weapon - serie TV, ep.2x14 (2018)
- Dion - serie TV, 17 episodi (2019-2022)

### Doppiatrice
- Disney Star Darlings - serie animata, voce di Leona (2015-2016)

## Doppiatrici italiane
Nelle versioni in italiano dei suoi lavori, Alisha Wainwright è stata doppiata da:
- Mattea Serpelloni in Raising Dion, Palmer
- Virginia Brunetti in Percepetion
- Giulia Franceschetti in Major Crimes
- Chiara Gioncardi in Shadowhunters